# K-1 World MAX 2003
K-1 World MAX 2003 was een lichtgewicht K-1-evenement waaraan in totaal twaalf vechters deelnamen. Het evenement vond op zaterdag 5 juli 2003 plaats in de Saitama Super Arena te Saitama, Japan. De acht finalisten waren afkomstig uit zes landen. Het televisiestation TBS zond het evenement dezelfde dag uit. Er waren 15.600 toeschouwers.

## Overzicht wedstrijden

### Superfight
| Kazuya Yasuhiro | vs | Viatcheslav Nesterov |

### Reservewedstrijd
| Takashi Ohno | vs | Serkan Yilmaz |

### Kwartfinale
| Masato             | vs | Mike Zambidis    |
| Sakeddaw Kiatputon | vs | Marfio Kanoletti |
| Kozo Takeda        | vs | Duane Ludwig     |
| Albert Kraus       | vs | Andy Souwer      |

### Halve finale
| Masato       | vs | Sakeddaw Kiatputon |
| Duane Ludwig | vs | Albert Kraus       |

### Finale
| Masato | vs | Albert Kraus |